# Arròs cuit
L'arròs cuit es refereix a l'arròs que s'ha cuinat al vapor o bullint; també s'utilitzen habitualment els termes arròs al vapor, arròs bullit o arròs blanc. Es pot utilitzar qualsevol variant d'arròs asiàtic (varietats Indica i Japonica), arròs africà o arròs salvatge, glutinós o no glutinós, de gra llarg, mitjà o curt, de qualsevol color. L’arròs per cuinar pot ser de gra sencer o triturat.
L’arròs cuit s'utilitza per acompanyar carns, peixos, verdures i llegums i també com a base per a diversos plats d'arròs fregit (chǎofàn, khao phat), bols/plats d’arròs (arròs a la cubana, feijoada, pabellón criollo, bibimbap, chazuke, arròs al curry, dal bhat, donburi, loco moco, panta bhat, arròs i mongetes, arròs i gravy), porridge d’arròs (congee, juk), boletes/rotllos d’arròs (gimbap, onigiri, sushi, zongzi), a més de pastissos i postres d’arròs (mochi, tteok, yaksik).
L’arròs és un aliment bàsic no només a Àsia i Amèrica Llatina, sinó a tot el món, i es considera l’aliment més consumit al món. El Departament d’Agricultura dels Estats Units classifica l’arròs com a part del grup alimentari dels grans. Nutricionalment, 200 g d’arròs blanc cuit al vapor aporten 60 g respecte als 170 i 200 g de cereals recomanats diàriament per a dones i homes, respectivament, i es considera una bona font de micronutrients com el zinc i manganès.
Sovint l’arròs es renta i es remulla abans de cuinar-lo; l’arròs integral sense polir requereix un temps de remull més llarg que l’arròs blanc triturat. La quantitat d'aigua afegida pot variar en funció de molts factors; en la majoria dels casos, s'afegeix el doble d’aigua que d’arròs. L’arròs recentment collit sol requerir menys aigua, i les varietats més suaus necessiten més aigua que les varietats més fermes. L’arròs es pot bullir en un estri de cuina de fons pesant (com una olla o un cassó) o al vapor amb una olla de vapor. Alguns mètodes d'ebullició no requereixen mesures d'aigua precises, ja que l'arròs es cola després de bullir. Aquest mètode de drenatge és adequat per a les varietats menys glutinoses com l’arròs basmati, però no és adequat per a varietats com l’arròs japonica que es fan en certa manera enganxoses quan es couen. Opcionalment, es pot afegir una petita quantitat de sal abans de coure-la. Si no s'escorre, l’arròs bullit es cuina normalment a foc fort fins que bulli, es posa a bullir a foc lent amb la tapa i es cou al vapor al foc residual després d’apagar el foc. Durant la cocció, l’arròs absorbeix l’aigua i augmenta el volum i la massa.
Un altre mètode de preparació és fer bullir l’arròs amb aigua abundant per tal que quedi menys enganxós (proporció 1 tassa d'arròs per 2,5 d'aigua); també pot afegir-s'hi un rajolí d'oli i un gra d'all. Aquest arròs més caldós està especialment indicat per a persones amb problemes digestius, car han de seguir una dieta tova.